# Cleistopholis patens
Cleistopholis patens (Benth.) Engl. & Diels – gatunek rośliny z rodziny flaszowcowatych (Annonaceae Juss.). Występuje naturalnie w Gwinei, Sierra Leone, Liberii, Wybrzeżu Kości Słoniowej, Burkina Faso, Ghanie, Togo, Beninie, Nigerii, Kamerunie, Republice Środkowoafrykańskiej, Gwinei Równikowej, Gabonie, Kongo, Demokratycznej Republice Konga oraz Ugandzie. Jest gatunkiem typowym dla swojego rodzaju. 

## Morfologia
PokrójZimozielone drzewo. Kora ma bladoszarą barwę.
LiścieMają owalnie eliptyczny kształt. Mierzą 12–25 cm długości oraz 3–5 cm szerokości. Są skórzaste. Ogonek liściowy jest nagi i dorasta do 10 mm długości.
KwiatySą pojedyncze. Rozwijają się w kątach pędów. Mają zielonożółtawą barwę. Płatki zewnętrzne mają odwrotnie owalny lub podłużny kształt i osiągają do 10–17 mm długości, natomiast wewnętrzne są mniejsze – mierzą 2 mm długości.
OwoceTworzą owoc zbiorowy. Mają kulisty kształt. Osiągają 2–5 cm długości i 1–5 cm szerokości. Osadzone są na szypułkach.

## Zastosowanie
Drewno tego gatunku na zastosowanie komercyjne. Ponadto jego kora służy do produkcji lin i mat, a liście i korzenie używa się w lecznictwie.